# 대명풍화
《대명풍화》(大明風華)는 2019년 방송되었던 중국의 드라마이다.

## 소개
- 손약미라는 여인이 아버지의 원수를 갚는 것을 포기하고 명나라 황태손 주첨기에게 시집을 가서 그를 도와 자신의 총명하고 지혜로운 자질과 재능을 발휘해 위기에 빠진 명 왕조를 구해내는 이야기

## 등장 인물
- 탕웨이 - 효공장황후 역
- 주아문 (朱亚文) - 선덕제 역
- 덩자자 - 공양장황후 - 역
- 차오전위 - 서빈 역
- 왕쉐치 - 영락제 역
- 양관화 (梁冠华) - 홍희제 역
- 오월 (吴越) - 성효소황후 역
- 위하오밍 (俞灏明) - 주고후 역
- 레이 - 정통제 역